# Christian Rudolph

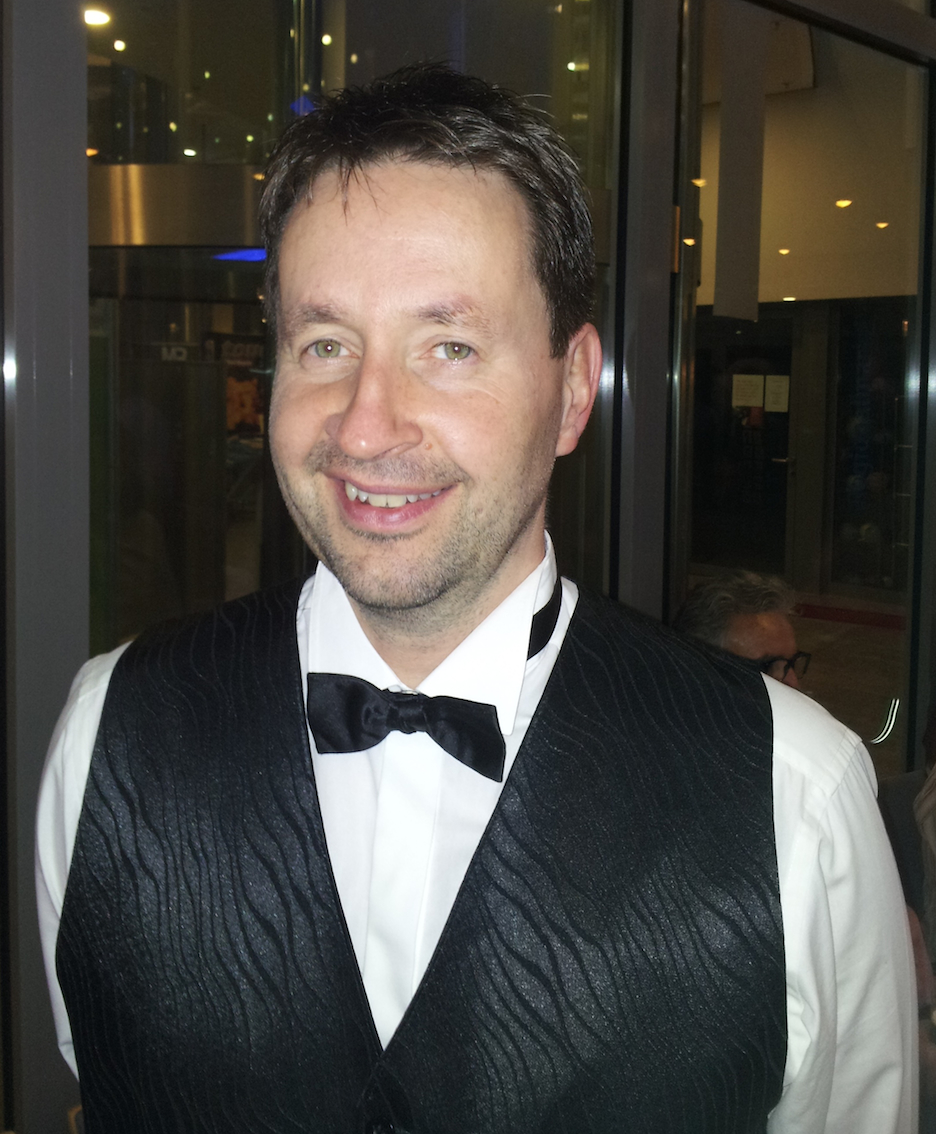
Christian Rudolph op het Duitse kampioenschap 2012 in Bad Wildungen

Christian Rudolph (Keulen, 14 januari 1965) is een Duits carambolebiljarter die in 1996 winnaar werd van het wereldkampioenschap driebanden in Hattingen door in de finale Dani Sánchez te verslaan. Hij eindigde op het wereldkampioenschap in 1998 in Rezé op de derde plaats. 
Als speler van Duitsland won hij het wereldkampioenschap driebanden voor landenteams in 1993 en 1994 (beide keren met Maxime Aguirre), in 1997 (met Johann Schirmbrand) en in 2002 (met Martin Horn).